# Ravensbrück-Prozesse

Richtertisch im 1. Ravensbrück-Prozess (1947)

Urteilsverkündung im 1. Ravensbrück-Prozess (1947)

Die Ravensbrück-Prozesse umfassen eine Reihe von Gerichtsverfahren, die nach Ende des Zweiten Weltkrieges unter britischer und französischer Gerichtsbarkeit eröffnet wurden. Angeklagt waren Angehörige des Lagerpersonals des Konzentrationslagers Ravensbrück. Es war das große Frauenlager der Nationalsozialisten, im KZ-Ravensbrück wurden aber auch Männer und Jungen inhaftiert und ermordet. 

## Die Prozesse unter britischer Gerichtsbarkeit
Ab 1946 führten die britischen Behörden – teilweise parallel zum Nürnberger Ärzteprozess, bei dem die Menschenversuche in Ravensbrück behandelt wurden und die Ravensbrücker KZ-Ärzte Carl Clauberg, Fritz Fischer, Karl Gebhardt und Herta Oberheuser verurteilt wurden – sieben Ravensbrück-Prozesse durch. Hierzu wurde ein Militärgericht eingerichtet. Als Richter wurden drei, vier oder fünf britische Offiziere berufen, denen ein Justiziar assistierte. Der Kreis der Angeklagten setzte sich aus allen Rangstufen des Lagerpersonals zusammen: Lagerführer, Ärzte, Aufseherinnen und Aufseher und auch ehemalige Gefangene, die andere Häftlinge misshandelt hatten. Insgesamt wurden Prozesse gegen 38 Personen geführt, 21 von ihnen waren Frauen.
Alle Prozesse fanden im Hamburger Curiohaus im Rahmen der Curiohaus-Prozesse statt.

### Erster Ravensbrück-Prozess
Dauer: 5. Dezember 1946 bis 3. Februar 1947
Den Tatkomplex des Verfahrens bildeten Kriegsverbrechen, Misshandlungen und Morde an Häftlingen, wobei Straftaten gegen deutsche Staatsangehörige in diesem Verfahren nicht berücksichtigt wurden. Den Vorsitz führte der Major-General Westropp, dem fünf beisitzende Offiziere der British Army sowie ein polnischer Major zur Seite standen. Die Anklage führte Major Stewart und als Justiziar war ein Mister Stirling anwesend. Die Angeklagten hatten Strafverteidiger ihrer Wahl zur Verfügung. Bei dem ersten Ravensbrück-Prozess waren offizielle Prozessbeobachter aus zehn Nationen, Presseberichterstatter und Vertreter der deutschen Justiz anwesend. Insgesamt mussten sich 16 Angeklagte vor Gericht verantworten, die allesamt bei Prozessbeginn auf „nicht schuldig“ plädierten.
| Angeklagte(r)        | Funktion im Lager                                                                                             | Urteil                                                |
| -------------------- | --- | ----------------------------------------------------- |
| Johann Schwarzhuber  | Schutzhaftlagerführer, Frauen-Konzentrationslager Ravensbrück                                                 | Tod durch den Strang                                  |
| Gustav Binder        | stellvertretender Betriebsleiter der Texled GmbH                                                              | Tod durch den Strang                                  |
| Heinrich Peters      | Kompanieführer des SS-Wachbataillons                                                                          | 15 Jahre Haft, freigelassen am 18. Mai 1955           |
| Ludwig Ramdohr       | Kriminalsekretär, Leiter des Vernehmungsdienstes in der Politischen Abteilung (KZ)                            | Tod durch den Strang                                  |
| Martin Hellinger     | Zahnarzt | 15 Jahre Haft, am 14. Mai 1955 freigelassen           |
| Rolf Rosenthal       | SS-Standortarzt                                                                                               | Tod durch den Strang                                  |
| Gerhard Schiedlausky | SS-Standortarzt                                                                                               | Tod durch den Strang                                  |
| Percival Treite      | SS-Standortarzt                                                                                               | Tod durch den Strang, verübte am 8. April 1947 Suizid |
| Adolf Winkelmann     | SS-Standortarzt                                                                                               | starb während des Prozesses am 1. Februar 1947        |
| Dorothea Binz        | Weibliches Gefolge der Waffen-SS, Stellvertretende Oberaufseherin und Leiterin des Zellenbaus                 | Tod durch den Strang                                  |
| Grete Bösel          | Weibliches Gefolge der Waffen-SS, Arbeitsdienstführerin im Arbeitseinsatzbüro                                 | Tod durch den Strang                                  |
| Margarete Mewes      | Weibliches Gefolge der Waffen-SS, Leiterin des Zellenbaus                                                     | 10 Jahre Haft, am 26. Februar 1952 freigelassen       |
| Elisabeth Marschall  | Oberschwester, NS-Reichsbund deutscher Schwestern                                                             | Tod durch den Strang                                  |
| Carmen Mory          | KZ-Gefangene, Blockälteste im Krankenrevier, Häftlingsspitzel für die Politische Abteilung, Vernehmungsdienst | Tod durch den Strang; verübte am 9. April 1947 Suizid |
| Vera Salvequart      | KZ-Gefangene, Häftlingskrankenschwester im Sterbe- und Selektionslager Uckermark                              | Tod durch den Strang                                  |
| Eugenia von Skene    | KZ-Gefangene, Blockälteste im Siemens-Lager und Lagerläuferin des Arbeitseinsatzbüros                         | 10 Jahre Haft, am 21. September 1951 freigelassen.    |

Alle zum Tode Verurteilten – ausgenommen Vera Salvequart, Carmen Mory und Percival Treite – wurden zwischen dem 2. und 3. Mai 1947 in Hameln von Albert Pierrepoint gehängt.
Zwei weitere Angeklagte, Lagerkommandant Fritz Suhren und Arbeitsführer Hans Pflaum, waren vor Prozessbeginn aus der Haft geflohen und mit Hilfe falscher Namen untergetaucht. Sie wurden jedoch 1949 erneut verhaftet und den französischen Besatzungsbehörden übergeben, die in Rastatt einen weiteren Ravensbrück-Prozess eröffnet hatten. Beide Angeklagten wurden dort zum Tode verurteilt und am 12. Juni 1950 erschossen.

### Zweiter Ravensbrück-Prozess
Dauer: 5. November bis 27. November 1947
In diesem Verfahren wurde nur gegen einen Angeklagten verhandelt. Es handelte sich um Friedrich Opitz, dem die Fabrik innerhalb des Lagers unterstand. Vor Beginn des ersten Ravensbrück-Prozesses war Opitz die Flucht gelungen.
| Angeklagte(r)   | Funktion im Lager           | Urteil                                                 |
| --------------- | --------------------------- | ------------------------------------------------------ |
| Friedrich Opitz | Werksleiter der Texled GmbH | Tod durch den Strang, hingerichtet am 26. Februar 1948 |

### Dritter Ravensbrück-Prozess
Dauer: 14. April bis 27. April 1948 (auch Uckermark-Prozess genannt)
Verhandelt wurde gegen fünf weibliche Lagerverantwortliche des KZ Ravensbrück sowie des Außenlagers KZ Uckermark wegen folgender Anklagepunkte:
- Misshandlung alliierter Häftlinge
- Teilnahme an der Selektion alliierter Häftlinge für die Gaskammer dieser beiden Lager

Eineinhalb Kilometer östlich des KZ Ravensbrück befand sich ab Juni 1942 das Jugendkonzentrationslager Uckermark für Mädchen und junge Frauen. Die Inhaftierten galten unter anderem als kriminell oder schwer erziehbar. Mit Überschreiten der Altersgrenze von 21 Jahren wurden sie in das KZ Ravensbrück verlegt. Beide Lager standen unter einheitlicher Verwaltung. Ab Januar 1945 wurde das Jugendkonzentrationslager Uckermark aufgelöst. In der Folgezeit diente das Gelände als Sterbe- und Selektionslager für kranke, nicht mehr arbeitsfähige Frauen des KZ Ravensbrück, die älter als 52 Jahre waren.
| Angeklagte(r)    | Funktion im Lager                                       | Urteil                                                                                          |
| ---------------- | ------------------------------------------------------- | ----------------------------------------------------------------------------------------------- |
| Lotte Toberentz  | Leiterin des Jugendkonzentrationslager                  | freigesprochen                                                                                  |
| Johanna Braach   | stellvertretende Leiterin des Jugendkonzentrationslager | freigesprochen                                                                                  |
| Elfriede Mohneke | Aufseherin im KZ Uckermark                              | 10 Jahre Haft, am 14. Juni 1952 freigelassen                                                    |
| Margarete Rabe   | Aufseherin im KZ Uckermark                              | lebenslange Haft, 1950 in eine 21-jährige Haftstrafe umgewandelt, freigelassen am 16. Juni 1954 |
| Ruth Neudeck     | Oberaufseherin des KZ Uckermark                         | Tod durch den Strang, am 29. Juli 1948 hingerichtet                                             |

Toberentz und Braach wurden freigesprochen, weil ihnen im Jugendkonzentrationslager keine Frauen alliierter Nationalität, sondern nur deutsche Gefangene unterstanden. Das Schicksal der deutschen Häftlinge war nicht Gegenstand des Verfahrens.

### Vierter Ravensbrück-Prozess
Dauer: 7. April bis 8. Juni 1948
Alle Angeklagten gehörten zum medizinischen Personal des KZ Ravensbrück, darunter eine Gefangene, die als Krankenschwester eingesetzt wurde. Die Anklage konzentrierte sich auf Ermordung alliierter Häftlinge in den Gaskammern, Misshandlungen und Folter.
| Angeklagte(r)  | Funktion im Lager                  | Urteil                                                                      |
| -------------- | ---------------------------------- | --------------------------------------------------------------------------- |
| Benno Orendi   | Lagerarzt unter Percival Treite    | Tod durch den Strang, hingerichtet am 17. September 1948                    |
| Walter Sonntag | Zahnarzt                           | Tod durch den Strang, hingerichtet am 17. September 1948                    |
| Martha Haake   | Krankenschwester                   | 10 Jahre Haft, am 1. Januar 1951 aus gesundheitlichen Gründen entlassen.    |
| Liesbeth Krzok | Krankenschwester                   | 4 Jahre Haft; am 3. Februar 1951 freigelassen                               |
| Gerda Ganzer   | Lagerinsassin und Krankenschwester | Tod durch den Strang, in Haftstrafe umgewandelt, am 6. Juli 1957 entlassen. |

Ganzer war schon vor einem russischen Militärgericht angeklagt und freigesprochen worden. Das nunmehr über sie verhängte Todesurteil wurde später in eine lebenslange Haftstrafe umgewandelt, die man schließlich bis auf zwölf Jahre verminderte. Am 6. Juli 1957 wurde sie aus der Haft entlassen.

### Fünfter Ravensbrück-Prozess
Dauer: 16. Juni bis 29. Juni 1948; Urteilsverkündung am 15. Juli 1948.
Angeklagt waren drei Mitglieder der SS, denen zur Last gelegt wurde, Häftlinge ermordet zu haben.
| Angeklagte(r)    | Funktion im Lager | Urteil                                                   |
| ---------------- | ----------------- | -------------------------------------------------------- |
| Arthur Conrad    | SS-Aufseher       | Tod durch den Strang, hingerichtet am 17. September 1948 |
| Heinrich Schäfer | SS-Aufseher       | 2 Jahre Haft, am 28. Oktober 1949 freigelassen           |
| Walter Schenk    | SS-Aufseher       | 20 Jahre Haft, am 3. August 1954 freigelassen            |

### Sechster Ravensbrück-Prozess
Dauer: 1. Juli bis 26. Juli 1948
Den beiden Angeklagten wurde die Misshandlung alliierter Häftlinge im KZ Ravensbrück zur Last gelegt.
| Angeklagte(r) | Funktion im Lager | Urteil                                                                         |
| ------------- | ----------------- | ------------------------------------------------------------------------------ |
| Kurt Lauer    | SS-Aufseher       | 15 Jahre Haft, am 7. Mai 1955 freigelassen                                     |
| Kurt Rauxloh  | SS-Aufseher       | 10 Jahre Haft, am 26. September 1951 aus gesundheitlichen Gründen freigelassen |

### Siebter Ravensbrück-Prozess
Dauer: 2. Juli bis 21. Juli 1948
In diesem letzten Verfahren wurden sechs Aufseherinnen angeklagt, alliierte Häftlinge misshandelt zu haben und Gefangene für die Ermordung in einer Gaskammer selektiert zu haben.
| Angeklagte(r)       | Funktion im Lager | Urteil                                                   |
| ------------------- | ----------------- | -------------------------------------------------------- |
| Luise Brunner       | Oberaufseherin    | 3 Jahre Haft                                             |
| Anna Klein-Plaubel  | Oberaufseherin    | Freispruch wegen Mangels an Beweisen                     |
| Emma Zimmer         | Oberaufseherin    | Tod durch den Strang, hingerichtet am 28. September 1948 |
| Christine Holthöwer | Aufseherin        | Freispruch wegen Mangels an Beweisen                     |
| Gertrud Schreiter   | Aufseherin        | Tod durch den Strang, hingerichtet am 28. September 1948 |
| Ilse Vettermann     | Aufseherin        | 12 Jahre Haft                                            |

## Die Prozesse unter französischer Gerichtsbarkeit

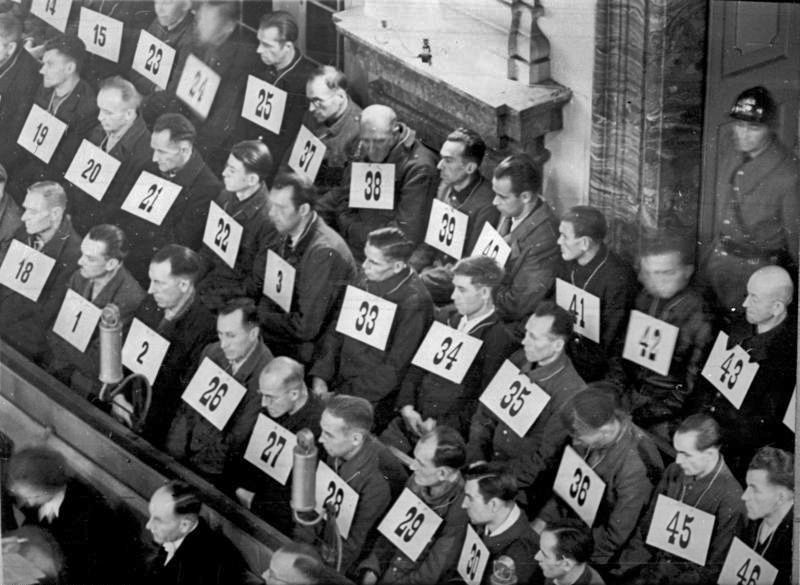
Die Angeklagten im Kriegsverbrecherprozess in Rastatt, Dezember 1946

Von April 1946 bis Oktober 1949 fanden Prozesse gegen Angehörige des Lagerpersonals vor dem französischen Militärgericht im Ahnensaal des Schloss Rastatt statt. In Rastatt wurden insbesondere Fälle abgeurteilt, welche im Bereich der französischen Besatzungszone verübt wurden, verhandelte aber auch Ausnahmen wie Denise Bloch, Germaine Tillion, Odette Sansom u. a.

„Rastatt ist eine Stadt, in der wiederholt für die Freiheit gekämpft worden ist. Es ist nun Frankreichs Pflicht, die Ideen der Freiheit in die Praxis umzusetzen.“

Am 10. März 1950 verurteilte das Gericht den ehemaligen Lagerkommandanten Fritz Suhren (1908–1950) und den Arbeitseinsatzleiter Hans Pflaum (1902–1950) zum Tode. Beide hatten ursprünglich im ersten britischen Ravensbrück-Prozess angeklagt werden sollen. Ihnen gelang jedoch am 16. November 1946 die Flucht aus dem britischen Internierungslager im ehemaligen KZ Neuengamme. Nach ihrer erneuten Festnahme im März (oder Sommer) 1949 wurden sie von den Amerikanern Ende Juli 1949 an die Franzosen ausgeliefert, in Rastatt wegen vielfachen Mordes vor ein Militärgericht gestellt und am 10. März 1950 zum Tode verurteilt. In der Haft leugnete Suhren jedoch jegliche Verbrechen im KZ. Die beiden am 13. Mai 1950 bestätigten Urteile wurden am 12. Juni 1950 in einer Kiesgrube bei Sandweier nahe Baden-Baden durch Erschießen vollstreckt. Es handelte sich um eine der letzten Hinrichtungen auf bundesdeutschem Boden, wo durch den Artikel 102 des Grundgesetzes seit dem 24. Mai 1949 „[d]ie Todesstrafe abgeschafft ist“. Des Weiteren fiel die Zuständigkeit für solche Verbrechen seit der Gründung der Bundesrepublik am 23. Mai 1949 in den Zuständigkeitsbereich eben jener, „jedoch fühlte sich das Tribunal géneral nicht [daran] gebunden“, das seinen Sitz bis März 1956 in Rastatt hatte. Die Prozessakten haben eine Sperrfrist von 100 Jahren, die bis 2046 andauert. Bisher konnten erst wenige Wissenschaftler Einblick nehmen.
Insgesamt verhandelte das französische Tribunal géneral 341 Fälle mit 890 Angeklagten. 117 wurden zum Tode verurteilt, 59 der verhängten Todesstrafen vollstreckt. Bei besonders abscheulichen Verbrechen erfolgte die Hinrichtung durch eine 1946 eigens dafür angefertigte Guillotine in der Bastion 12 der ehemaligen Bundesfestung, die anderen durch nächtliche Erschießungen in den umliegenden Wäldern; die Bastion 12 wurde 1960 abgerissen, die Guillotine befindet sich heute im Besitz des Badischen Landesmuseums und ist im Strafvollzugsmuseum Ludwigsburg zu sehen.

## Prozesse in der Sowjetischen Besatzungszone und DDR
29 ehemalige Aufseherinnen standen ab 1948 vor Gerichten der sowjetischen Besatzungszone bzw. DDR. Drei von ihnen, Frida Wötzel, Ilse Göritz und Ulla Jürß, wurden 1966, zwei Jahre nach Inkrafttreten des Gesetzes über die Nichtverjährung von Nazi- und Kriegsverbrechen, von dem Bezirksgericht Rostock zu lebenslangen Zuchthausstrafen verurteilt.
Nach ihrer Entlassung Anfang der 1990er Jahre versuchten neun Verurteilte, sich nach dem strafrechtlichen Rehabilitierungsgesetz als Opfer rechtsstaatswidriger Strafverfolgung anerkennen zu lassen. Margot Pietzner erhielt zunächst eine Entschädigung, die ihr aber 1996 wieder entzogen wurde.